# Eduard von Hagens
Eduard Joseph Alexander Hubert von Hagens (* 1. März 1813 in Düsseldorf; † 17. Januar 1888 ebenda) war ein deutscher Historienmaler der Düsseldorfer Schule.

## Herkunft
Seine Eltern waren der Anwalt am Landgericht Düsseldorf, Adam Hubertus von Hagens (* 2. August 1773; † 10. Juli 1839), und dessen Ehefrau Anna Katharina Johanna Josefa Franziska Gertrudis Maria, geborene Scholl (* 18. März 1779; † 7. Mai 1864).

## Leben
Von Hagens studierte von 1830 bis 1837 an der Kunstakademie Düsseldorf. Dort waren der Architekt Karl Friedrich Schaeffer sowie die Maler Karl Ferdinand Sohn und Theodor Hildebrandt seine Lehrer. 1837 stellte er im Kunstverein Leipzig aus, 1838 auf der Berliner Akademieausstellung und auf der Karlsruher Kunstausstellung. 1847 trat er mit dem Gemälde Brunhilde, nach dem Nibelungenliede in Erscheinung. Die Deutsche Revolution 1848/1849 reflektierte er 1849 mit der in Aquarell ausgeführten Allegorie Deutschland 1848/1849.
1888 starb er unverheiratet in Düsseldorf.